# Baltomyces styrax
Baltomyces styrax är en svampart som beskrevs av Cafaro 1999. Baltomyces styrax ingår i släktet Baltomyces och familjen Asellariaceae.   Inga underarter finns listade i Catalogue of Life.